# Kortunał
Kortunał (niem.  Velkenplan , 676 m n.p.m.) – wzniesienie w południowo-zachodniej Polsce, w Sudetach Środkowych, w Górach Bardzkich. Najwyższy szczyt w północno-zachodniej części Gór Bardzkich.

## Położenie i opis
Wzniesienie położone na Obszarze Chronionego Krajobrazu Gór Sowich i Bardzkich około 2,2 km na północny wschód od centrum miejscowości Czerwieńczyce, w północno-zachodniej części Gór Bardzkich, w bocznym grzbiecie odchodzącym południkowo od głównego Grzbietu Zachodniego Gór Bardzkich. Grzbiet ten ciągnie się od Srebrnej Przełęczy na południe przez Zajęcznik.

Wzniesienie ma  kształt niewielkiego wału rozciągającego się na kierunku NE-SW o kopulastym kształcie z płaską obszerną  powierzchnią wierzchołkową. Wzniesienie charakteryzuje się nieregularną rzeźbą i ukształtowaniem oraz stromymi zboczami i mało podkreślonym szczytem. Wzniesienie od strony zachodniej i północno-zachodniej wyraźnie wydziela wykształcona dolina bezimiennego dopływu Czerwonka a od wschodu dolina potoku Jaśnica.

Wzniesienie zbudowane z dolnokarbońskich szarogłazów, zlepieńców i łupków ilastych struktury bardzkiej. Zbocza wzniesienia pokrywa niewielka warstwa młodszych osadów z okresu zlodowaceń plejstoceńskich. Na północno-wschodnim zboczu na wysokości 630 m n.p.m. poniżej szczytu znajduje się okazała skała, a na skrzyżowaniu, gdzie zbiega się pięć dróg po południowej stronie rosną trzy dorodne lipy.

Jeszcze przed II wojną światową znajdowało się tu kilka gospodarstw Czeskiego Lasu (niem.Böhmischwald) dawnego przysiółka, zanikłego po 1945 roku. Obecnie po zabudowaniach pozostały jedynie nikłe ślady, a zajęte niegdyś pod uprawę roli enklawy, zostały w większości zalesione. 

Cała powierzchnia wzniesienia łącznie z partią szczytową porośnięta jest lasem dolnoreglowym. Zboczami trawersują ścieżki i drogi leśne. Na północno-zachodnim zboczu znajdują się źródła, bezimiennych dopływów potoku Czerwionek. Położenie wzniesienia, oraz kształt czynią wzniesienie rozpoznawalnym w terenie.

## Ciekawostki
- Decyzją pruskich władz wojskowych jesienią 1869 r. do przeprowadzenia prób ogniowych z najnowszymi prototypami pruskich dział i moździerzy oblężniczych wykorzystano płaski szczyt wzniesienia Kortunał. W związku z tym na szczycie ustawiono stanowiska ogniowe moździerzy a za cel wyznaczono Fort Rogowy Twierdzy Srebrnogórskiej, położony na wprost w odległości 3 km.
- Na wzniesieniu 26 XI 1869 r. wydarzyła się tragedia zginęło czterech kanonierów obsługujących moździerz. Podczas strzelania testowego przy wkładaniu do moździerza granatu przez przypadek ładowniczy uderzył w zapalnik powodując eksplozję granatu[2].
- W przeszłości u północno-wschodniego podnóża wzniesienia, położony był nieistniejący obecnie niewielki przysiółek Czeski Las[3].
- Na dziedzińcu Donżonu znajduje się żelazny krzyż nagrobny z grobu żołnierzy, którzy zginęli na szczycie Kortunału 26 XI 1869 r. Krzyż wcześniej znajdował się na cmentarzu ewangelickim w Srebrnej Górze[2].